# Oswald Watt
Walter Oswald Watt OBE (Bournemouth, 11 de fevereiro de 1878 — Bilgola Beach, 21 de maio de 1921) foi um aviador e empresário australiano. Filho de um comerciante e político escocês-australiano, ele nasceu na Inglaterra e mudou-se para Sydney quando tinha um ano de idade, regressando à Grã-Bretanha aos onze para estudar em Bristol e Cambridge. Em 1900 voltou para a Austrália e alistou-se na milícia, antes de adquirir propriedades de pastoreio em Nova Gales do Sul e Queensland. Ele também era sócio da empresa de navegação da família.
O primeiro australiano a qualificar-se para um certificado de pilotagem do Royal Aero Club, em 1911, Watt ingressou na Legião Estrangeira Francesa como piloto no início da Primeira Guerra Mundial. Ele foi transferido para o Australian Flying Corps (AFC) em 1916, progredindo rapidamente de comandante de esquadrilha no Esquadrão N.º 1, no Egipto, para oficial comandante do Esquadrão N.º 2, na Frente Ocidental. Em fevereiro de 1918 foi promovido a tenente-coronel e assumiu o comando da Asa N.º 1 do AFC, na Inglaterra.
Condecorado com a Ordem Nacional da Legião de Honra e a Cruz de Guerra, e duas vezes mencionado em despachos durante a guerra, Watt foi nomeado Oficial da Ordem do Império Britânico em 1919. Ele deixou o exército pelos interesses comerciais na Austrália e foi elogiado pela sua generosidade para com outros aviadores que regressaram a casa depois do cessar das hostilidades. Em 1921, com a idade de quarenta e três anos, ele faleceu por afogamento acidental em Bilgola Beach, Nova Gales do Sul. Em sua memória, é homenageado com a Medalha de Ouro Oswald Watt por feitos notáveis na aviação australiana e com o Fundo Oswald Watt da Universidade de Sydney.

## Juventude e início de carreira
Nascido no dia 11 de fevereiro de 1878 em Bournemouth, Inglaterra, Oswald Watt era o filho mais novo de John Brown Watt, um escocês que migrou para Nova Gales do Sul em 1842 e se tornou num comerciante e político de sucesso, frequentemente representando o seu estado em missões no exterior. A mãe australiana de Oswald, Mary Jane, morreu quando ele tinha um ano de idade e logo depois a família mudou-se para Sydney. Oswald foi enviado de volta para a Inglaterra aos onze anos para completar os seus estudos no Clifton College, em Bristol, e depois prosseguiu com os estudos no Trinity College, em Cambridge, onde se graduou em 1899. De volta a Sydney em 1900, foi comissionado como segundo-tenente nos Caçadores Escoceses de Nova Gales do Sul, uma unidade miliciana, e em 1902 foi nomeado ajudante-de-campo do governador de Nova Gales do Sul. No dia 27 de setembro daquele ano casou-se com Muriel Williams na Igreja Anglicana de São João em Toorak, Vitória; o casal teve um filho.

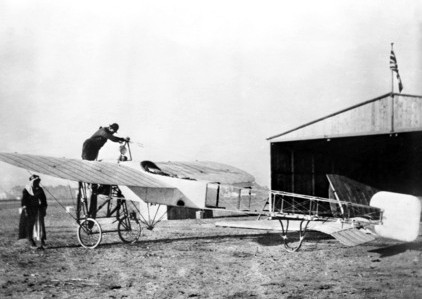
Monoplano Bleriot XI de Watt no Egipto, 1913-14

A família de Watt era abastada, o que lhe permitiu ser capaz de estabelecer-se como um grazier através da compra de várias propriedades de gado em Nova Gales do Sul e Queensland. Viajando novamente para o exterior, obteve em 1904 o seu diploma de Master of Arts em Cambridge. Em outubro do ano seguinte foi promovido a capitão nos caçadores escoceses. Numa viagem subsequente à Inglaterra teve aulas de voo na escola de aviação de Bristol na Planície de Salisbury, onde os seus colegas estudantes incluíam Eric Harrison. Watt obteve o certificado do Royal Aero Club N.º 112 no dia 1 de agosto de 1911, tornando-se o primeiro cidadão australiano assim qualificado. Ao regressar à Austrália no final daquele ano, ele declarou publicamente que "aproximava-se rapidamente o tempo em que um corpo aeronáutico teria de ser inaugurado" como parte do "esquema de defesa militar" do país.
Em março de 1912 Watt recomendou um local em Camberra perto do Real Colégio Militar como base para a proposta da Escola de Voo Central do Exército. Devido à altitude e ao terreno montanhoso próximo, o local foi rejeitado pelo comandante nomeado pela escola, o tenente Henry Petre. Petre acabou por escolher 297 hectares em Point Cook, Vitória, uma área adequada para hidroaviões e aeronaves terrestres, para se tornar no "berço da aviação militar australiana". Watt também defendeu a fabricação de aeronaves projectadas no exterior sob licença na Austrália, mas isso só aconteceria após a Primeira Guerra Mundial. Em 1913 ele divorciou-se sob a alegação de "má conduta" com a actriz Ivy Schilling, e perdeu a custódia do seu filho em julgamento. Em seguida viajou para o Egipto, onde comprou e praticou pilotagem aérea com um monoplano Blériot XI; enquanto lá esteve conheceu os grandes aviadores franceses da época, Louis Blériot e Roland Garros.

## Primeira Guerra Mundial

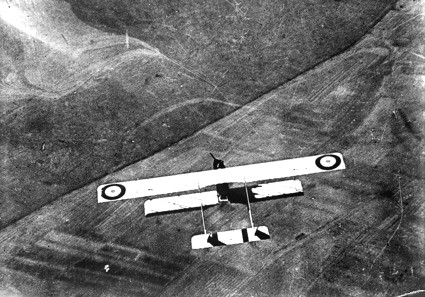
Watt a voar num biplano Farman sobre a Europa, 1915

Em maio de 1914 o francófilo Watt deixou o Egipto com o seu avião e começou a trabalhar na fábrica e campo de aviação Blériot em Buc, nos arredores de Paris. Movido pela convicção amplamente difundida de que a Grã-Bretanha ficaria fora de um conflito europeu, Watt ofereceu os seus serviços e o seu avião ao governo francês no dia 2 de agosto, dia em que a França declarou guerra à Alemanha. Esse gesto foi bem-vindo e ele ingressou na secção da Aviation Militaire da Legião Estrangeira como piloto. Embora fosse considerado um soldado comum, os seus colegas do Esquadrão N.º 30 (Bleriot) referiam-se a ele como Capitaine em deferência ao seu estatuto anterior na Milícia Australiana. Colocado no Esquadrão N.º 44 (Maurice Farman) em abril de 1915, Watt foi condecorado com a Ordem Nacional da Legião de Honra depois de ele e o seu observador terem realizado uma aterragem forçada em terra de ninguém e terem conseguido fazer o seu caminho de volta às linhas francesas com inteligência valiosa sob fogo intenso de posições alemãs. Logo depois, Watt foi condecorado com a Cruz de Guerra com Folhas de Palmeira apresentadas pessoalmente pelo general Joffre, e foi promovido ao posto provisório de capitão. Como estrangeiro, entretanto, ele não era elegível para comandar uma unidade francesa. Watt sempre proclamou a sua conexão antípoda enquanto servia à França, pintando um canguru no nariz do seu avião, o qual baptizou de Advance Australia. Considerado um tipo sensato, numa determinada ocasião ele apresentou-se a um piloto britânico com as palavras "Sou australiano e não tenho modos".

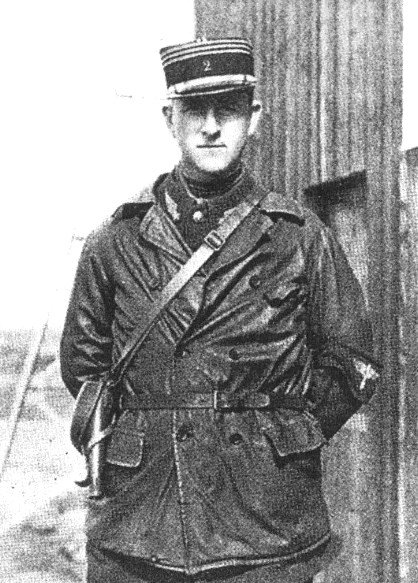
Watt na Aviation Militaire

Os franceses reconheceram que os talentos de Watt não estavam a ser totalmente aproveitados devido à sua inelegibilidade para liderar um esquadrão e recomendaram que ele se transferisse para o Australian Flying Corps. Watt fez isso mesmo no dia 1 de março de 1916, com a patente de capitão. Enviado para o Egipto em maio, foi nomeado comandante da Esquadrilha B do Esquadrão N.º 1, e no mês seguinte assumiu o comando do primeiro conjunto de aeronaves Royal Aircraft Factory B.E.2 da unidade. O Esquadrão N.º 1 estava envolvido principalmente em missões de reconhecimento aéreo e cooperação com o exército, mas o B.E.2 de dois lugares provou ser inferior aos aviões Fokker e Rumpler alemães em velocidade, tempo de subida e capacidade de manobra. Em setembro de 1916 Watt foi promovido a major e recebeu o comando do Esquadrão N.º 2 que havia sido formado em Kantara. Ele foi mencionado em despachos do General Archibald Murray, Comandante-em-chefe da Força Expedicionária Egípcia, no dia 13 de outubro; a recomendação foi promulgada no London Gazette a 1 de dezembro. O pessoal do Esquadrão N.º 2 era composto em grande parte por ex-militares de cavalaria leve, bem como treze mecânicos da primeira formação de combate do Australian Flying Corps, a Meia Esquadrilha da Mesopotâmia, liderado pelo sargento George Mackinolty. Watt treinou pessoalmente a força na Inglaterra, começando em janeiro de 1917, antes de ir com a mesma para a Frente Ocidental em setembro. Ele era "um líder nato de homens", de acordo com um oficial, enquanto outro lembrou que "Nas coisas que importavam, os seus homens sabiam que ele defendia a obediência absoluta. Eles também sabiam que, quando a disciplina pudesse ser relaxada com segurança, ele seria rápido em conceder-lhes algum alívio da tensão."

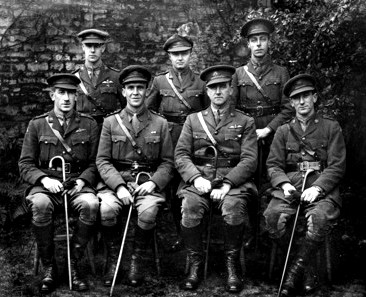
Tenente-coronel Watt (primeira fila, segundo a contar da direita) com a equipa da Asa N.º 1 do AFC, 1918

Nas proximidades de Saint-Quentin, no dia 2 de outubro, o Esquadrão N.º 2 tornou-se na primeira unidade do AFC na Europa a participar num combate aéreo quando uma das suas patrulhas enfrentou alguns aviões alemães que, depois do encontro, conseguiram escapar. Como os Airco DH.5 do esquadrão não serviam como caças devido a problemas no motor e à baixa velocidade, o esquadrão foi empregue essencialmente em missões de apoio aéreo próximo. Durante a Batalha de Cambrai, que começou no dia 20 de novembro de 1917, Watt liderou os seus pilotos em ousados bombardeamentos de baixa altitude e ataques com metralhadoras contra fortificações inimigas e linhas de comunicação. A sua taxa de perdas atingiu os 30%, mas a moral permaneceu alta. Depois de visitar o esquadrão, o major-general Hugh Trenchard do Royal Flying Corps descreveu os seus aviadores como "realmente magníficos", enquanto Charles Bean, correspondente de guerra e futuro editor da História Oficial da Austrália na Guerra de 1914-1918, comentou sobre o seu "alto nível de conduta e tom geral". Seis dos oficiais de Watt foram condecorados com a Cruz Militar por bravura durante a batalha, o que levou o general Sir William Birdwood a enviar-lhe uma mensagem pessoal de felicitações no dia 16 de dezembro, declarando: "[...] Este é realmente um magnífico recorde para o seu esquadrão, e tenho certeza de que todos vocês devem, com razão, estar extremamente orgulhosos; duvido que tenha sido batido em algum outro lugar..." Por esta altura o Esquadrão N.º 2 havia começado a reequipar-se com aeronaves Royal Aircraft Factory S.E.5, embora pudesse fazer pouco nos meses de inverno devido ao clima adverso. O próprio Watt, agora com quase quarenta anos, estava a começar a mostrar a tensão do comando da linha de frente. Bean encontrou-o com um aspecto "muito desgastado" e notou que ele tremia mesmo quando estava sentado em frente à lareira do refeitório.
Em fevereiro de 1918 Watt foi promovido a tenente-coronel e recebeu o comando da Asa N.º 1 (treino) do AFC (composta pelos esquadrões N.º 5, 6, 7 e 8) com sede em Tetbury, Gloucestershire, na Inglaterra; o papel da asa era treinar pilotos substitutos para os quatro esquadrões operacionais do AFC na Palestina e na França. Watt propôs mudar a asa para a França, contudo ela permaneceu na Inglaterra. Ele foi mencionado em despachos do marechal-de-campo Sir Douglas Haig no dia 7 de abril, e a recomendação foi publicada no dia 28 de maio. Pouco depois do cessar das hostilidades em novembro de 1918, o romancista William John Locke visitou a Asa N.º 1 e descobriu que "não havia nenhum [dos homens de Watt] que [...] não me confidenciou o seu orgulho em servir a um líder tão distinto." Posteriormente, um piloto opinou que, além de ter "coragem, determinação e uma imensa capacidade de trabalho", Watt possuía "o maior fator de liderança, um génio para se cativar (sem esforço consciente) a todos os que o serviram."

## Carreira pós-guerra e legado

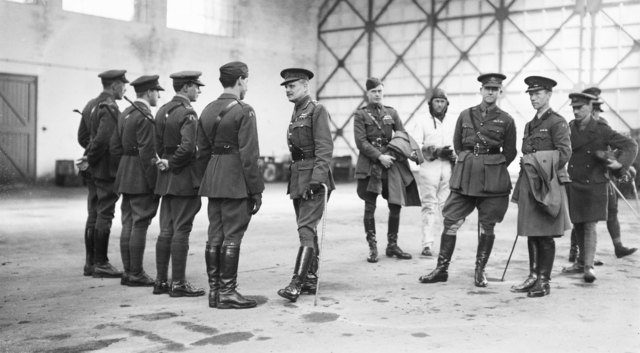
General Sir William Birdwood (quinto a contar da esquerda) com (da esquerda para a direita atrás de Birdwood) o major Roy Phillipps, o capitão Les Holden (em fato de voo) e o tenente-coronel Watt, em Minchinhampton, março de 1919

Watt foi nomeado oficial da Ordem do Império Britânico no dia 1 de janeiro de 1919, em reconhecimento pelo seu serviço durante a guerra. Ele voltou para a Austrália no dia 6 de maio com o resto do pessoal da Asa N.º 1, a bordo do navio de tropas Kaisar-i-Hind, do qual ele era o oficial graduado. Deixando o AFC logo em seguida, ele foi eleito presidente da secção de Nova Gales do Sul do Aeroclube australiano. Ele também serviu como delegado sénior num comité de pilotos militares veteranos que examinavam os pedidos de nomeação para um serviço aéreo australiano independente proposto. Watt era estimado como um homem que não se esquecia de velhos camaradas, proporcionando ajuda financeira a ex-membros da AFC e ajudando-os a restabelecerem-se na vida civil. Ele manteve o interesse em voos comerciais, contudo recusou uma oferta para assumir o cargo de controlador da aviação civil em 1920 devido aos seus interesses comerciais, que incluíam uma parceria na empresa de navegação da família Gilchrist, Watt & Sanderson Ltd, e directoria de mineração, borracha e corporações de arte. Ele também recusou convites para se candidatar ao parlamento e ingressar na jovem Real Força Aérea Australiana.
Oswald Watt morreu afogado em Bilgola Beach, perto de Newport, Nova Gales do Sul, no dia 21 de maio de 1921. Cortes e hematomas no seu corpo indicaram que ele escorregou nas pedras, bateu com a cabeça e rolou inconsciente para águas relativamente rasas. Sobrevivido pelo seu filho de 15 anos, ele teve um funeral militar dois dias depois na Igreja de St Jude, em Randwick. Membros do AFC, da Real Força Aérea e do Aeroclube Australiano formaram uma guarda de honra no seu funeral, uma das maiores na história do subúrbio, que também incluía representantes da Marinha Real Australiana e do Exército Australiano. Entre as homenagens estava uma coroa de flores de um grupo anónimo de admiradores franceses e outra que caiu de paraquedas de um avião que passou a voar em baixa altitude. No dia 31 de maio o corpo de Watt foi cremado e as suas cinzas entregues à família em St. Jude.
No seu testamento, Watt deixou duas heranças para o Aeroclube Australiano, uma das quais foi usada para estabelecer a Medalha de Ouro Oswald Watt por desempenho notável na aviação australiana. Os vencedores do prémio incluem Charles Kingsford Smith, Bert Hinkler, Henry Millicer, Ivor McIntyre, Jon Johanson e Andy Thomas. Ele também legou uma quantia ao Real Colégio Militar de Duntroon para premiar anualmente um conjunto de binóculos para o melhor ensaio de cadete em aviação militar ou aeronáutica. O prémio foi fundado como Prémio Oswald Watt em 1921. Parte do que restou da propriedade de Watt foi para a Universidade de Sydney. Considerado um dos grandes benfeitores da universidade, foi homenageado pelo Fundo Oswald Watt. Em maio de 1923, a Ala Oswald Watt do Lar para Órfãos Havilah, em Wahroonga, foi inaugurada pelo Governador-geral da Austrália. Watt foi reconhecido como fonte e revisor por F. M. Cutlack no volume deste último sobre o Australian Flying Corps, publicado pela primeira vez em 1923 como parte da História Oficial da Austrália na Guerra de 1914–1918. Durante a Primeira Guerra Mundial, Oswald Watt foi o único oficial da AFC a comandar uma asa além do tenente-coronel Richard Williams, que mais tarde ficou conhecido como o "Pai da RAAF". Em 2001, o historiador militar Alan Stephens observou que "se o destino o tivesse atraído para uma carreira no pós-guerra na Força Aérea em vez dos negócios e uma morte prematura, 'Toby' Watt poderia ter desafiado Richard Williams como a figura dominante da RAAF nos anos da formação da Força Aérea."